# 奥尔蒂戈萨德卡梅罗斯
奥尔蒂戈萨德卡梅罗斯，是西班牙拉里奥哈自治区的一个市镇。总面积35平方公里，总人口327人（2001年），人口密度9人/平方公里。